# Cetinjsko polje
Cetinjsko polje (serb. Цетињско поље) – polje w Czarnogórze, w okolicach Cetynii.

## Opis
Zajmuje powierzchnię 7 km². Jego wysokość bezwzględna waha się w przedziale 660–760 m n.p.m. Jest położone na wschód od pasma Lovćenu. Tradycyjnie dzielone jest na Gornje i Donje polje. Niegdyś przepływała przez nie rzeka Cetinje, która w XVII wieku stała się ponornicą.
Użytkowane jest rolniczo do uprawy zbóż i warzyw oraz do hodowli bydła. Główną miejscowością okolicy jest Cetynia.